# Scott Mariani
Scott Mariani (* 1968 in St Andrews, Schottland) ist ein schottischer Musiker, Journalist und Schriftsteller.

## Leben
Mariani studierte moderne Sprachen und Filmwissenschaften an der Universität Oxford und arbeitete nach erfolgreichem Abschluss einige Zeit als Übersetzer und Studiomusiker (Keyboard, Klavier). Nach einiger Zeit begann er parallel dazu als freischaffender Journalist für einige Zeitungen und Zeitschriften zu schreiben.
Als Mariani Ende 2006 mit seinem Erstlingsroman The Alchemist’s secret erfolgreich debütieren konnte, gab er nach und nach seine anderen Aufgaben und Ämter auf und widmete sich nur noch seinem literarischen Schaffen.
Derzeit (2011) lebt Mariani zusammen mit seiner Familie in West-Wales.

## Werke (Auswahl)
Belletristik
- The Doomsday Prophecy. Howes Books, Rearsby 2009, ISBN 978-1-4074-4025-5.
- Das Fulcanelli-Komplott. Thriller (The alchemist’s secret). Neuaufl., Rowohlt, Reinbek 2010, ISBN 978-3-499-25248-8.
- The Heretic’s Treasure. Avon Press, London 2009, ISBN 978-1-84756-082-7.
- Die Mozart-Verschwörung. Thriller (The Mozart conspiracy). Rowohlt, Reinbek 2009, ISBN 978-3-499-25233-4.
- The Shadow Project. Avon Press, London 2010, ISBN 978-0-00-731190-3.

Sachbücher
- How to write a Thriller. How-to-Books, Oxford 2007, ISBN 978-1-84528-163-2.